# Justicia crassifolia
Justicia crassifolia är en akantusväxtart som först beskrevs av Alvin Wentworth Chapman, och fick sitt nu gällande namn av John Kunkel Small. Justicia crassifolia ingår i släktet Justicia och familjen akantusväxter. Inga underarter finns listade i Catalogue of Life.